# Невестино (Кирджалійська область)
Неве́стино (болг. Невестино) — село в Кирджалійській області Болгарії. Входить до складу общини Кирджалі.

## Населення
За даними перепису населення 2011 року у селі проживали 116 осіб.
Національний склад населення села:
| Національність   | Кількість осіб | Відсоток |
| ---------------- | -------------- | -------- |
| турки            | 108            | 93,1%    |
| цигани           | 8              | 6,9%     |
| болгари          | 0              | 0%       |
| інша             | 0              | 0%       |
| не визначились   | 0              | 0%       |
| Всього відповіли | 116            |          |

Розподіл населення за віком у 2011 році:
Динаміка населення: